# Junichi Suwabe
Junichi Suwabe (諏訪部 順一, Suwabe Jun'ichi, geboren am 29. März 1972) ist ein japanischer Synchronsprecher und Sänger aus Tokio.

## Leben und Karriere
Er arbeitet bei Haikyō. Seine bekanntesten Sprechrollen hatte er mit Omega zero in Megaman Zero 3, Keigo Atobe in The Prince of Tennis, Victor Nikiforov in Yuri!!! on ICE, Grimmjow Jaegerjaquez in Bleach, Freed Justine in Fairy Tail, Yami Sukehiro in Black Clover, Ryomen Sukuna in Jujutsu Kaisen, Archer in Fate/stay night, Ren Jinguji in Uta no Prince-sama, Undertaker in Black Butler, Leone Abbacchio in JoJo's Bizarre Adventure: Golden Wind, Daiki Aomine in Kuroko's Basketball, Jurota Shishida und Shōta Aizawa in My Hero Academia,  Dandy in Space Dandy, Bercouli Synthesis One in Sword Art Online, Akira Hayama in Food Wars! Shokugeki no Soma und Dark Choco Cookie in Cookie Run: Kingdom.
Er wurde für den besten Sänger-Preis auf den 6th Seiyu Awards nominiert und erhielt den Preis für den besten Nebendarsteller bei den 7th Seiyu Awards. In seinen frühen Tagen als Synchronsprecher lieh er dem koreanischen Schauspieler Gong Yoo seine Stimme.
Er ist Mitglied einer Gruppe namens PHERO☆MEN (フェロ☆メン) zusammen mit seinem Synchronsprecherkollegen Kohsuke Toriumi.
Am 22. Januar 2022 wurde Suwabe positiv auf COVID-19 getestet. Einen Monat später wurde bekanntgegeben, dass er sich erholt habe und wieder seiner Arbeit nachgehen könne.

## Filmografie

### Anime
| Jahr           | Titel                                                                           | Rolle                                                    | Anmerkungen              | Quelle                             |
| -------------- | ------------------------------------------------------------------------------- | -------------------------------------------------------- | ------------------------ | ---------------------------------- |
| 1999–2000      | Great Teacher Onizuka                                                           | Koji Fujiyoshi                                           |                          |                                    |
| 2001           | The Prince of Tennis                                                            | Keigo Atobe                                              |                          |                                    |
| 2001–2002      | X/1999                                                                          | Fūma Monou                                               |                          |                                    |
| 2003           | E's Otherwise                                                                   | Leonid                                                   |                          |                                    |
| 2003           | Someday's Dreamers                                                              | Masami Oyamada                                           |                          |                                    |
| 2003           | Gad Guard                                                                       | Katana                                                   |                          |                                    |
| 2003–2004      | Gilgamesh                                                                       | Tria                                                     |                          |                                    |
| 2003–2004      | Peacemaker Kurogane                                                             | Toshimaro Yoshida                                        |                          |                                    |
| 2004           | Fullmetal Alchemist                                                             | Greed                                                    |                          |                                    |
| 2004           | Tenjho Tenge                                                                    | Dan Inosato                                              | Ep. 22                   |                                    |
| 2004           | Burst Angel                                                                     | Monitor Man B                                            |                          |                                    |
| 2004           | DearS                                                                           | Hirofumi Nonaka                                          |                          |                                    |
| 2005           | Trinity Blood                                                                   | Cain Nightroad                                           |                          |                                    |
| 2005           | Final Fantasy VII: Advent Children                                              | Tseng                                                    |                          |                                    |
| 2005           | Last Order: Final Fantasy VII                                                   | Tseng                                                    |                          |                                    |
| 2005–2009      | Shakugan no Shana                                                               | Friagne                                                  | auch im Film             |                                    |
| 2005–2006      | Blood+                                                                          | Van Argeno                                               |                          |                                    |
| 2005–2006      | Chibi Vampire                                                                   | Ren Maaka                                                |                          |                                    |
| 2005–2006      | Keroro                                                                          | Air Conditioner (Ep. 241)                                |                          |                                    |
| 2007–2010      | Bleach                                                                          | Grimmjow Jaegerjaquez                                    |                          |                                    |
| 2006           | Fate/stay night                                                                 | Archer/Emiya                                             |                          | [ 4 ] [ 5 ]                        |
| 2006           | Night Head Genesis                                                              | Mikumo                                                   |                          |                                    |
| 2006           | Intrigue in the Bakumatsu – Irohanihoheto                                       | Shiranui Kozo                                            |                          |                                    |
| 2006           | Gintama                                                                         | GEOMON                                                   |                          |                                    |
| 2006–2007      | Nana                                                                            | Kyosuke Takakura                                         |                          |                                    |
| 2007–2008      | Dragonaut: The Resonance                                                        | Gio                                                      |                          |                                    |
| 2008           | Nabari no Ou                                                                    | Shimizu Raikou                                           |                          |                                    |
| 2008           | Vampire Knight                                                                  | Akatsuki Kain                                            |                          | [ 6 ]                              |
| 2008           | Monochrome Factor                                                               | Shirogane                                                |                          | [ 7 ]                              |
| 2008 bis heute | Natsume's Book of Friends                                                       | Seiji Matoba                                             |                          | [ 8 ]                              |
| 2008           | Black Butler                                                                    | Undertaker                                               |                          | [ 9 ] [ 10 ]                       |
| 2008           | Legends of the Dark King: A Fist of the North Star Story                        | Ryurou                                                   |                          | [ 11 ]                             |
| 2009           | Pandora Hearts                                                                  | Reim Lunettes                                            |                          |                                    |
| 2009           | 07-Ghost                                                                        | Frau                                                     |                          | [ 12 ]                             |
| 2010           | Fairy Tail                                                                      | Freed Justine                                            |                          |                                    |
| 2010           | Fate/stay night: Unlimited Blade Works (Film)                                   | Archer                                                   | Feature Film             | [ 5 ]                              |
| 2010           | Princess Jellyfish                                                              | Shu Koibuchi                                             |                          |                                    |
| 2010           | The Tatami Galaxy                                                               | Masaki Jōgasaki                                          |                          | [ 13 ]                             |
| 2010           | The Legend of the Legendary Heroes                                              | Miran Froaude                                            |                          |                                    |
| 2010–2012      | Tantei Opera Milky Holmes                                                       | Narrator, Holmes                                         |                          |                                    |
| 2011           | We Without Wings                                                                | Hayato Narita                                            |                          |                                    |
| 2011           | Deadman Wonderland                                                              | Tsunenaga Tamaki                                         |                          |                                    |
| 2011–2012      | Mobile Suit Gundam AGE                                                          | Ract Elfamel                                             |                          |                                    |
| 2011 bis heute | Uta no Prince-sama Serie                                                        | Ren Jinguji                                              |                          | [ 14 ] [ 15 ] [ 16 ] [ 17 ] [ 18 ] |
| 2011           | A Dark Rabbit Has Seven Lives                                                   | Kurosu Phillier Yuuchi                                   |                          |                                    |
| 2011           | Maji de Watashi ni Koi Shinasai!                                                | Tadakatsu Minamoto                                       |                          |                                    |
| 2012–2015      | High school DxD Serie                                                           | Sirzechs Lucifer                                         |                          |                                    |
| 2012           | Medaka Box Serie                                                                | Kurokami Maguro                                          |                          |                                    |
| 2012–2014      | Saint Seiya Omega                                                               | Orion Eden                                               |                          |                                    |
| 2012–2017      | Kuroko's Basketball Serie                                                       | Daiki Aomine                                             | 3 Staffeln und Last Game | [ 19 ]                             |
| 2012           | Kids on the Slope                                                               | Junichi Katsuragi                                        |                          |                                    |
| 2012           | Chōyaku Hyakunin isshu: Uta Koi                                                 | Ariwara no Narihira                                      |                          |                                    |
| 2012           | Battle Spirits: Sword Eyes                                                      | Bullinger                                                |                          |                                    |
| 2012–2020      | Kingdom                                                                         | Shou Hei Kun                                             |                          |                                    |
| 2012–2015      | Kamisama Kiss                                                                   | Kirihito / Akura-Ou                                      | Also O                   | [ 20 ]                             |
| 2012–2013      | Blast of Tempest                                                                | Natsumura Kusaribe                                       |                          | [ 21 ]                             |
| 2013           | BlazBlue Alter Memory                                                           | Relius Clover                                            |                          |                                    |
| 2013           | Unlimited Psychic Squad                                                         | Andy Hinomiya                                            |                          | [ 22 ]                             |
| 2013           | Cuticle Detective Inaba                                                         | Hiroshi Inaba                                            |                          | [ 23 ]                             |
| 2013           | Devil Survivor 2 The Animation                                                  | Yamato Hotsuin                                           |                          | [ 24 ]                             |
| 2013           | One Piece                                                                       | Vergo                                                    |                          |                                    |
| 2013           | The Eccentric Family                                                            | Yaichirō                                                 |                          | [ 25 ]                             |
| 2013           | Brothers Conflict                                                               | Kaname Asahina                                           |                          | [ 26 ]                             |
| 2013           | Meganebu!                                                                       | Yukiya Minabe                                            |                          | [ 27 ]                             |
| 2013           | Unbreakable Machine-Doll                                                        | Professor Percival                                       |                          |                                    |
| 2013           | Yowamushi Pedal                                                                 | Toji Kanzaki                                             |                          | [ 28 ]                             |
| 2013           | Assassination Classroom                                                         | Tadaomi Karasuma                                         | OVA                      | [ 29 ]                             |
| 2014           | Space Dandy                                                                     | Dandy                                                    |                          | [ 30 ]                             |
| 2014           | Wizard Barristers: Benmashi Cecil                                               | Kiba Sameoka                                             |                          | [ 31 ]                             |
| 2014           | Natsume's Book of Friends: Sometime on a Snowy Day                              | Seiji Motoba                                             | OVA                      | [ 32 ]                             |
| 2014           | The Irregular at Magic High School                                              | Katsuto Jyumonji                                         |                          | [ 33 ]                             |
| 2014           | PriPara                                                                         | Meganii Akai                                             |                          | [ 34 ]                             |
| 2014           | Barakamon                                                                       | Takasei Kawafuji                                         |                          | [ 35 ]                             |
| 2014           | Black Butler: Book of Circus                                                    | Undertaker                                               | TV-Serie                 | [ 36 ]                             |
| 2014           | New Initial D the Movie: Legend 1: Awakening                                    | Takeshi Nakazato                                         |                          | [ 37 ]                             |
| 2014           | Fate/stay night: Unlimited Blade Works (TV)                                     | Archer/Emiya                                             | TV-Serie                 | [ 38 ]                             |
| 2014           | Amagi Brilliant Park                                                            | Takaya Kurisu                                            |                          |                                    |
| 2014           | Gundam Reconguista in G                                                         | Fukuchō, Jugan Meinstron, Medi Susun, Rosenthale Kobashi |                          | [ 39 ]                             |
| 2014           | Akatsuki no Yona: Yona of the Dawn                                              | Jae-Ha (grüner Drache)                                   |                          | [ 40 ]                             |
| 2014           | Space Battleship Yamato 2199: Odyssey of the Celestial Ark                      | Fomuto Berger                                            | Film                     | [ 41 ]                             |
| 2015           | Yurikuma Arashi                                                                 | Life Sexy                                                |                          | [ 42 ] [ 43 ]                      |
| 2015           | Gunslinger Stratos                                                              | Ricardo Martini                                          |                          | [ 44 ]                             |
| 2015           | JoJo's Bizarre Adventure: Stardust Crusaders                                    | Telence T. D'Arby                                        |                          | [ 45 ]                             |
| 2015           | New Initial D the Movie: Legend 2: Racer                                        | Takeshi Nakazato                                         |                          | [ 46 ]                             |
| 2015           | Gangsta.                                                                        | Worick Arcangelo                                         |                          | [ 47 ] [ 48 ]                      |
| 2015           | Sosei no Aquarion Love                                                          | Donar Dantes                                             | OVA                      | [ 49 ]                             |
| 2015           | Gate                                                                            | Yōji Itami                                               |                          | [ 50 ] [ 51 ]                      |
| 2015           | Wooser's Hand-to-Mouth Life: Phantasmagoric Arc                                 | The Animal Whose Name Must Not be Spoken                 |                          |                                    |
| 2015           | Food Wars: Shokugeki no Soma                                                    | Akira Hayama                                             |                          | [ 52 ]                             |
| 2015           | Fist of the North Star: Strawberry Flavor                                       | Shū / Toki                                               |                          | [ 53 ] [ 54 ]                      |
| 2015           | World Trigger                                                                   | Masataka Ninomiya                                        |                          | [ 55 ]                             |
| 2015-2017      | Star-Myu: High School Star Musical                                              | Itsuki Ōtori                                             | Staffel 2 in 2017        | [ 56 ]                             |
| 2016           | Fate/Grand Order -First Order-                                                  | Emiya                                                    |                          |                                    |
| 2016           | Kiznaiver                                                                       | Kazunao Yamada                                           |                          | [ 57 ]                             |
| 2016           | Prince of Stride: Alternative                                                   | Kyousuke Kuga                                            |                          | [ 58 ]                             |
| 2016           | Twin Star Exorcists                                                             | Seigen Amawaka                                           |                          | [ 59 ]                             |
| 2016           | The Morose Mononokean                                                           | Rippō                                                    |                          | [ 60 ]                             |
| 2016 bis heute | My Hero Academia                                                                | Shōta Aizawa, Jurota Shishida                            |                          | [ 61 ]                             |
| 2016           | Servamp                                                                         | World End                                                |                          |                                    |
| 2016           | Thunderbolt Fantasy                                                             | Shāng Bù Huàn                                            | Puppentheater            | [ 62 ]                             |
| 2016           | Danganronpa 3: The End of Hope's Peak High School                               | Juzo Sakakura                                            |                          |                                    |
| 2016           | Shokugeki no Souma: Ni no Sara                                                  | Akira Hayama                                             |                          |                                    |
| 2016           | Yuri!!! on Ice                                                                  | Viktor Nikiforov / Makkachin                             |                          | [ 63 ]                             |
| 2016           | Izetta: The Last Witch                                                          | Berckmann or Belkmann                                    |                          |                                    |
| 2016           | Bungo Stray Dogs                                                                | Sakunosuke Oda                                           |                          |                                    |
| 2017           | Interviews with Monster Girls                                                   | Takahashi Tetsuo                                         |                          |                                    |
| 2017           | ACCA: 13-Territory Inspection Dept.                                             | Grossular                                                |                          |                                    |
| 2017           | The Eccentric Family 2                                                          | Yaichirō                                                 |                          |                                    |
| 2017           | Idol Time PriPara                                                               | Meganii Akai                                             | Eps. 8 -                 |                                    |
| 2017           | The Irregular at Magic High School – The Girl who Summons the Stars – The Movie | Katsuto Jumonji                                          | Film                     |                                    |
| 2017           | Godzilla: Planet of the Monsters                                                | Mulu Elu Galu Gu                                         | Film                     |                                    |
| 2017           | Nobunaga no Shinobi                                                             | Takigawa Kazumasu                                        |                          |                                    |
| 2017           | Fate/Apocrypha                                                                  | Saber of Black/Siegfried                                 |                          | [ 64 ]                             |
| 2017–2021      | Restaurant to Another World                                                     | Master                                                   |                          | [ 65 ]                             |
| 2017           | Saiyuki Reload Blast                                                            | Saitaisai                                                |                          | [ 66 ]                             |
| 2017           | Shōkoku no Altair                                                               | Abiriga                                                  |                          | [ 67 ]                             |
| 2017           | Code:Realize ~Sousei no Himegimi~                                               | Abraham Van Helsing                                      |                          | [ 68 ]                             |
| 2017           | Dies Irae                                                                       | Reinhard Heydrich                                        |                          | [ 69 ]                             |
| 2017           | The Ancient Magus' Bride                                                        | Seth Noel                                                |                          | [ 70 ]                             |
| 2017           | ClassicaLoid 2                                                                  | Antonín Dvořák/Hippo                                     |                          | [ 71 ]                             |
| 2017–2021      | Black Clover                                                                    | Yami Sukehiro                                            |                          |                                    |
| 2017           | Thunderbolt Fantasy: The Sword of Life and Death                                | Shāng Bù Huàn                                            | Puppet show              |                                    |
| 2018           | Bungo Stray Dogs: Dead Apple                                                    | Sakunosuke Oda                                           | Film                     | [ 72 ]                             |
| 2018           | Rokuhōdō Yotsuiro Biyori                                                        | Sui                                                      |                          | [ 73 ]                             |
| 2018           | Space Battleship Tiramisu                                                       | Vulgar Hummer                                            |                          | [ 74 ]                             |
| 2018           | Touken Ranbu: Hanamaru 2                                                        | Sengo Muramasa                                           |                          | [ 75 ]                             |
| 2018           | Killing Bites                                                                   | Narration                                                |                          |                                    |
| 2018           | Hakumei to Mikochi                                                              | Tsumujimaru                                              | Episode. 8               |                                    |
| 2018           | Batman Ninja                                                                    | Deathstroke                                              |                          | [ 76 ]                             |
| 2018           | Legend of the Galactic Heroes: Die Neue These                                   | Paul von Oberstein                                       |                          | [ 77 ]                             |
| 2018           | Gundam Build Divers                                                             | Kotaro Ogami / Tigerwolf                                 |                          |                                    |
| 2018–2019      | JoJo's Bizarre Adventure: Golden Wind                                           | Leone Abbacchio                                          |                          | [ 78 ]                             |
| 2018           | Back Street Girls                                                               | Mandarin Kinoshita                                       |                          |                                    |
| 2018           | Lord of Vermilion: The Crimson King                                             | Aoi Jun                                                  |                          | [ 79 ]                             |
| 2018           | The Seven Deadly Sins: Revival of the Commandments                              | Zhivago                                                  | Episode 9 (S2)           |                                    |
| 2018           | Thunderbolt Fantasy: Sword Travels in the East2                                 | Shāng Bù Huàn                                            | Puppet show              |                                    |
| 2019           | Sword Art Online: Alicization                                                   | Integrity Knight Bercouli                                |                          |                                    |
| 2019           | Ace of Diamond Act II                                                           | Enjō Renji                                               |                          | [ 80 ]                             |
| 2019           | The Helpful Fox Senko-san                                                       | Kuroto Nakano                                            |                          | [ 81 ]                             |
| 2019           | Sarazanmai                                                                      | Keppi                                                    |                          | [ 82 ]                             |
| 2019           | Demon Slayer: Kimetsu no Yaiba                                                  | Kyogai                                                   |                          | [ 83 ]                             |
| 2019           | Ensemble Stars!                                                                 | Nagisa Ran                                               |                          | [ 84 ]                             |
| 2019           | BEM                                                                             | Mr. Recycle                                              |                          | [ 85 ]                             |
| 2019           | Carole & Tuesday                                                                | Kyle                                                     |                          | [ 86 ]                             |
| 2019–2020      | No Guns Life                                                                    | Juzo Inui                                                |                          | [ 87 ]                             |
| 2019           | Mairimashita! Iruma-kun                                                         | Baal                                                     |                          |                                    |
| 2019           | Case File nº221: Kabukicho                                                      | Mrs. Hudson                                              |                          | [ 88 ]                             |
| 2019           | Levius                                                                          | Zachs Cromwell                                           |                          | [ 89 ]                             |
| 2020           | Drifting Dragons                                                                | Gibbs                                                    |                          | [ 90 ]                             |
| 2020           | Oda Cinnamon Nobunaga                                                           | Seira Honganji                                           |                          | [ 91 ]                             |
| 2020           | Smile Down the Runway                                                           | Hazime Yanagida                                          |                          | [ 92 ]                             |
| 2020           | Cagaster of an Insect Cage                                                      | Qasim                                                    |                          | [ 93 ]                             |
| 2020           | Listeners                                                                       | Denka                                                    |                          | [ 94 ]                             |
| 2020           | Bungou to Alchemist: Shinpan no Haguruma                                        | Akutagawa Ryuunosuke                                     |                          | [ 95 ]                             |
| 2020           | Woodpecker Detective's Office                                                   | Mori Ōgai                                                |                          | [ 96 ]                             |
| 2020           | Great Pretender                                                                 | Laurent Thierry                                          |                          | [ 97 ]                             |
| 2020           | The Misfit of Demon King Academy                                                | Medoin Garsa                                             |                          | [ 98 ]                             |
| 2020–2021      | Jujutsu Kaisen                                                                  | Ryoumen Sukuna / Double-Faced Spectre                    |                          | [ 99 ]                             |
| 2020           | Ikebukuro West Gate Park                                                        | Zero-One                                                 |                          | [ 100 ]                            |
| 2021           | Heaven's Design Team                                                            | Mizushima                                                |                          | [ 101 ]                            |
| 2021           | Dr. Ramune: Mysterious Disease Specialist                                       | Momiji                                                   |                          | [ 102 ]                            |
| 2021           | Kemono Jihen                                                                    | Kohachi Inugami                                          |                          | [ 103 ]                            |
| 2021           | Re:Zero – Starting Life in Another World                                        | Hector                                                   |                          | [ 104 ]                            |
| 2021           | Thunderbolt Fantasy: Sword Seekers 3                                            | Shāng Bù Huàn                                            | Puppet show              |                                    |
| 2021           | Farewell, My Dear Cramer                                                        | Gōro Fukatsu                                             |                          | [ 105 ]                            |
| 2021           | Mars Red                                                                        | Yoshinobu Maeda                                          |                          | [ 106 ]                            |
| 2021           | Mobile Suit Gundam: Hathaway's Flash                                            | Kenneth Sleg                                             | Film                     | [ 107 ]                            |
| 2021           | Dragon Goes House-Hunting                                                       | Werepanther                                              |                          | [ 108 ]                            |
| 2021           | Record of Ragnarok                                                              | Hermes                                                   |                          | [ 109 ]                            |
| 2021           | Kageki Shojo!!                                                                  | Mamoru Ando                                              |                          | [ 110 ]                            |
| 2021           | Tesla Note                                                                      | Mickey Miller                                            |                          | [ 111 ]                            |
| 2021           | The Night Beyond the Tricornered Window                                         | Kazuomi Sakaki                                           |                          | [ 112 ]                            |
| 2021           | Super Crooks                                                                    | Josh (The Ghost)                                         |                          | [ 113 ]                            |
| 2022           | Tribe Nine                                                                      | Ōjirō Ōtori                                              |                          | [ 114 ]                            |
| 2022           | Life with an Ordinary Guy Who Reincarnated into a Total Fantasy Knockout        | Shen                                                     |                          | [ 115 ]                            |
| 2022           | Doraemon: Nobita's Little Star Wars 2021                                        | Dorakoruru                                               | Film                     | [ 116 ]                            |
| 2022           | Ensemble Stars!! Road to Show!!                                                 | Nagisa Ran                                               | Film                     | [ 117 ]                            |
| 2022           | Kotaro Lives Alone                                                              | Isamu Tamaru                                             |                          | [ 118 ]                            |
| 2022           | Ultraman Season 2                                                               | Alien Pedanto                                            |                          | [ 119 ]                            |
| 2022           | Spy × Family                                                                    | Shopkeeper                                               |                          | [ 120 ]                            |
| 2022           | Chimimo                                                                         | Jigoku-san                                               |                          | [ 121 ]                            |
| 2022           | The Prince of Tennis II: U-17 World Cup                                         | Keigo Atobe                                              |                          | [ 122 ]                            |
| 2022           | Uta no Prince-sama: Maji Love ST☆RISH Tours                                     | Ren Jinguji                                              | Film                     | [ 123 ]                            |
| 2022           | Blue Lock                                                                       | Shouei Barou                                             |                          | [ 124 ]                            |
| 2022           | My Master Has No Tail                                                           | Buncho Daikokutei                                        |                          | [ 125 ]                            |
| 2022           | Tatami Time Machine Blues                                                       | Masaki Jōgasaki                                          |                          | [ 126 ]                            |

### Videospiele
| Jahr           | Titel                                                             | Rolle                                          | Anmerkungen                                      | Quelle                  |
| -------------- | ----------------------------------------------------------------- | ---------------------------------------------- | ------------------------------------------------ | ----------------------- |
| 2001           | Final Fantasy X                                                   | Seymour Guado                                  |                                                  |                         |
| 2003           | Final Fantasy X-2                                                 | Seymour Guado                                  |                                                  |                         |
| 2004           | Mega Man Zero 3                                                   | Omega                                          | GBA, NDS                                         |                         |
| 2004           | Dragon Quest VIII: Journey of the Cursed King                     | Marcello                                       |                                                  |                         |
| 2004           | Gran Turismo 4                                                    | Car introduction narration                     |                                                  |                         |
| 2005           | Kingdom Hearts II                                                 | Tournament Announcer                           |                                                  |                         |
| 2006           | Enchanted Arms                                                    | Makoto                                         |                                                  |                         |
| 2006           | Guilty Gear Serie                                                 | Venom                                          | Accent Core onwards                              | [ 127 ]                 |
| 2006           | Mega Man ZX                                                       | Omega                                          |                                                  |                         |
| 2007           | Reijou Tantei Office no Jikenbo                                   | Ryuki Kongoji                                  | PS2                                              | [ 128 ]                 |
| 2007           | Dragoneer's Aria                                                  | Langley Boldwin                                | PSP                                              |                         |
| 2007           | Crisis Core: Final Fantasy VII                                    | Tseng                                          |                                                  |                         |
| 2007           | Tengen Toppa Gurren Lagann                                        | Cave Nilga                                     | NDS                                              |                         |
| 2007           | Orange Honey: Boku ha KIMI ni koi shiteru                         | Shibazaki Hiroto                               | PS2                                              |                         |
| 2008           | Bleach: The 3rd Phantom                                           |                                                | NDS                                              |                         |
| 2008–2014      | Street Fighter IV Serie                                           | Vega (unter Balrog gelistet)                   |                                                  | [ 129 ]                 |
| 2008           | Fate/Tiger Colosseum Upper                                        | Archer                                         |                                                  |                         |
| 2008 bis heute | Tekken Serie                                                      | Lars Alexandersson                             |                                                  |                         |
| 2008           | Hanayoi Romanesque: Ai to kanashimi -sore ha kimi no tame no ARIA | Houshou Kikyou                                 | PS2                                              |                         |
| 2010           | Last Escort: Club Katze                                           | Hiragi Sannomiya                               | PS2, PSP                                         | [ 130 ] [ 131 ] [ 132 ] |
| 2010           | Tokimeki Memorial Girl's Side: 3rd Story                          | Kouichi Sakurai                                |                                                  |                         |
| 2010 bis heute | Uta no Prince-sama Serie                                          | Ren Jinguuji                                   |                                                  | [ 14 ]                  |
| 2010           | Assassin's Creed Brotherhood                                      | Cesare Borgia                                  |                                                  | [ 133 ]                 |
| 2011           | Harukanaru Toki no Naka de 5 Kazahanaki (遙かなる時空の中で5)     | Amami                                          |                                                  |                         |
| 2011           | Final Fantasy Type-0                                              | Nimbus                                         |                                                  |                         |
| 2011           | BlazBlue Serie                                                    | Relius Clover                                  |                                                  | [ 134 ]                 |
| 2011           | Warriors Orochi 3                                                 | Benkei                                         |                                                  |                         |
| 2012           | Street Fighter X Tekken                                           | Vega (als Balrog gelistet), Lars Alexandersson |                                                  | [ 135 ]                 |
| 2012           | Asura's Wrath                                                     | Yasha                                          |                                                  |                         |
| 2012           | Devil Summoner: Soul Hackers                                      | Carol J                                        |                                                  |                         |
| 2013           | Phantasy Star Online 2                                            | Archer                                         | als Charaktereinstellung verfügbar, Onlineinhalt | [ 136 ]                 |
| 2014           | Kuroko's Basketball:The Path to Victory                           | Daiki Aomine                                   | 3DS                                              | [ 137 ]                 |
| 2014           | Granblue Fantasy                                                  | Seofon/Siete                                   |                                                  | [ 138 ]                 |
| 2014           | JoJo's Bizarre Adventure: All Star Battle                         | Terence D'Arby                                 | PS3                                              | [ 139 ]                 |
| 2014           | The Legend of Heroes: Trails of Cold Steel 2                      | McBurn                                         |                                                  |                         |
| 2014           | Persona Q: Shadow of the Labyrinth                                | Theodore                                       |                                                  |                         |
| 2014           | Code:Realize ~Sousei no Himegimi~                                 | Abraham Van Helsing                            |                                                  | [ 140 ]                 |
| 2015           | Shin Megami Tensei: Devil Survivor 2 Record Breaker               | Yamato Hotsuin                                 |                                                  |                         |
| 2015           | Final Fantasy XIV: Heavensward                                    | Warrior of Darkness                            |                                                  |                         |
| 2015           | Fire Emblem Fates                                                 | Jakob (als Joker aufgeführt)                   |                                                  | [ 141 ]                 |
| 2015           | Xuccess Heaven                                                    |                                                | Handy-RPG                                        | [ 142 ]                 |
| 2016           | Fate/Grand Order                                                  | Siegfried, Emiya                               |                                                  |                         |
| 2016           | Street Fighter V                                                  | Vega (als Balrog gelistet)                     |                                                  | [ 143 ]                 |
| 2016           | Star Ocean: Integrity and Faithlessness                           | Emmerson T. Kenny                              |                                                  |                         |
| 2016           | Mighty No. 9                                                      | Dr. White                                      |                                                  | [ 144 ]                 |
| 2016           | Ikemen Revolution: Love & Magic in Wonderland                     | Sirius Oswald                                  | Otome-Spiel für Handys                           |                         |
| 2016           | Bungou to Alchemist                                               | Akutagawa Ryuunosuke                           | PC                                               |                         |
| 2017           | Fire Emblem Heroes                                                | Joker                                          |                                                  |                         |
| 2017           | Nioh                                                              | Sasuke Sarutobi                                |                                                  |                         |
| 2017           | Final Fantasy XIV: Stormblood                                     | Ardbert                                        |                                                  |                         |
| 2017           | Xenoblade Chronicles 2                                            | Amalthus                                       |                                                  |                         |
| 2017           | Touken Ranbu                                                      | Sengo Muramasa                                 |                                                  |                         |
| 2017           | Ensemble Stars!                                                   | Ran Nagisa                                     |                                                  |                         |
| 2017           | Shadowverse                                                       | Vega (als Balrog gelistet)                     | Street Fighter Expansion                         |                         |
| 2017           | Another Eden                                                      | Claude                                         | Handyspiel                                       | [ 145 ]                 |
| 2018           | Black Clover: Quartet Knights                                     | Yami Sukehiro / junge Yami                     |                                                  |                         |
| 2018           | Xenoblade Chronicles 2: Torna – The Golden Country                | Amalthus                                       |                                                  |                         |
| 2018           | Persona Q2: New Cinema Labyrinth                                  | Theodore                                       |                                                  |                         |
| 2018           | My Hero One's Justice                                             | Shōta Aizawa                                   |                                                  |                         |
| 2019           | Dragon Marked for Death                                           | Warrior                                        |                                                  |                         |
| 2019           | Final Fantasy XIV: Shadowbringers                                 | Ardbert                                        |                                                  |                         |
| 2019           | Code Vein                                                         | Jack Rutherford                                |                                                  | [ 146 ]                 |
| 2020           | My Hero One's Justice 2                                           | Shōta Aizawa                                   |                                                  |                         |
| 2020           | Final Fantasy VII Remake                                          | Tseng                                          |                                                  | [ 147 ]                 |
| 2020           | HELIOS Rising Heroes                                              | Victor Valentine                               |                                                  |                         |
| 2021           | Arknights                                                         | Mr. Nothing (Wuyou)                            | Handyspiel                                       |                         |
| 2021           | Tears of Themis                                                   | Artem Wing                                     | Otome-Spiel für Handys                           |                         |
| 2021           | Cookie Run: Kingdom                                               | Dark Choco Cookie                              | Handyspiel                                       |                         |
| 2022           | Sin Chronicle                                                     | Lion                                           | Handyspiel                                       | [ 148 ]                 |
| 2022           | The Diofield Chronicle                                            | Fredret Lester                                 |                                                  | [ 149 ]                 |

### Drama-CD
| Titel                             | Rolle               | Anmerkungen | Quelle  |
| --------------------------------- | ------------------- | ----------- | ------- |
| 07-Ghost                          | Frau                |             | [ 12 ]  |
| Brothers Conflict                 | Asahina Kaname      |             | [ 150 ] |
| Watashi ga Motete Dousunda        | Kazuma Mutsumi      |             |         |
| Code:Realize ~Sousei no Himegimi~ | Abraham Van Helsing |             |         |

### Live-Action-Drama
| Jahr | Titel                                       | Rolle | Anmerkungen                                                                                              | Quelle                  |
| ---- | ------------------------------------------- | --- | --- | ----------------------- |
| 1996 | B-Fighter Kabuto                            | Heat Wind Beast Zarst | Ep. 21                                                                                                   |                         |
| 2000 | Kamen Rider Kuuga                           | Radio-DJ | | [ 151 ]                 |
| 2009 | Samurai Sentai Shinkenger                   | Ayakashi Ushirobushi | Ep. 11–12                                                                                                |                         |
| 2012 | Tokumei Sentai Go-Busters                   | Tubaloid (Ep. 13), Tubaloid 2 (Ep. 13–14) | Ep. 13–14                                                                                                |                         |
| 2014 | Ressha Sentai ToQger                        | Lamp Shadow | Ep. 11–12                                                                                                | [ 152 ]                 |
| 2016 | Kamen Rider Ex-Aid                          | Narration, Ren Amagasaki (nur teilweise) (Actor by Shinya Kote)/Loverica Bugster, Kamen Rider Chronicle Gashat Voice, Buggle Driver II Voice | Episodes 1–12, 25 – (Erzähler), 24–27 & 32 (Ren Amagasaki (nur teilweise)/Loverica Bugster (Ep. 27, 32)) | [ 153 ] [ 154 ] [ 155 ] |
| 2017 | Kamen Rider Ex-Aid the Movie: True Ending   | Mighty Creator VRX Voice, Gashacon Bugvisor II Voice/Buggle Driver II Voice                                                                  | Film |                         |
| 2019 | Dimension High School                       | Paramesos, Dictis, Green Hill, Adihilas, Dactyla (alle als Sphinx angegeben)                                                                 | Episoden 1–11                                                                                            |                         |
| 2020 | Ultra Galaxy Fight: The Absolute Conspiracy | Absolute Tartarus | |                         |
| 2022 | Ultra Galaxy Fight: The Destined Crossroad  | Absolute Tartarus | |                         |

### Synchronsprechrollen in nicht-japanischen Produktionen
| Titel                              | Rolle                                  | Synchronisation für   | Anmerkungen        | Quelle  |
| ---------------------------------- | -------------------------------------- | --------------------- | ------------------ | ------- |
| Guardian: The Lonely and Great God | Kim Shin / Goblin                      | Gong Yoo              | koreanisches Drama |         |
| Kim Ji-young: Born in 1982         | Jung Dae-hyun                          | Gong Yoo              |                    | [ 156 ] |
| Seo Bok                            | Min Gi-heon                            | Gong Yoo              |                    | [ 157 ] |
| Squid Game                         | Recruiter                              | Gong Yoo              | koreanisches Drama | [ 158 ] |
| The Silent Sea                     | Han Yoon-jae                           | Gong Yoo              | koreanisches Drama | [ 159 ] |
| American Heist                     | James / Jimmy Kelly                    | Hayden Christensen    |                    | [ 160 ] |
| Chennai Express                    | Rahul Mithaiwala                       | Shah Rukh Khan        |                    | [ 161 ] |
| Clifford the Big Red Dog           | Zac Tieran                             | Tony Hale             |                    | [ 162 ] |
| Day of the Dead                    | Pvt. Rickles                           | Ralph Marrero         | 2020 Blu-ray       | [ 163 ] |
| Dolittle                           | Hare                                   | Will Arnett           |                    | [ 164 ] |
| Early Man                          | Jurgend                                | Kayvan Novak          | Animation          | [ 165 ] |
| The Flight Attendant               | Buckley Ware                           | Colin Woodell         |                    | [ 166 ] |
| Green Book                         | Don Shirley                            | Mahershala Ali        |                    | [ 167 ] |
| It Chapter Two                     | Richie Tozier                          | Bill Hader            |                    | [ 168 ] |
| Justice League                     | Victor Stone / Cyborg                  | Ray Fisher            |                    | [ 169 ] |
| Kim Su-ro, The Iron King           | Young Tal-hae                          | Shin Dong-ki          |                    | [ 170 ] |
| The Lost Symbol                    | Robert Langdon                         | Ashley Zukerman       |                    | [ 171 ] |
| Mars                               | Paul Richardson                        | John Light            |                    | [ 172 ] |
| The Matrix Resurrections           | Morpheus                               | Yahya Abdul-Mateen II |                    | [ 173 ] |
| The Nevers                         | Hugo Swann                             | James Norton          |                    | [ 174 ] |
| Night of the Living Dead           | Ben                                    | Duane Jones           | 2022 Blu-Ray       | [ 175 ] |
| PAW Patrol: The Movie              | Marty Muckraker                        | Jimmy Kimmel          | Animation          | [ 176 ] |
| The Pembrokeshire Murders          | Detective Superintendent Steve Wilkins | Luke Evans            |                    | [ 177 ] |
| Spider-Man: Homecoming             | Herman Schultz / Shocker #2            | Bokeem Woodbine       |                    | [ 178 ] |
| Tomb Raider                        | Mathias Vogel                          | Walton Goggins        |                    | [ 179 ] |
| Venom                              | Eddie Brock                            | Tom Hardy             |                    | [ 180 ] |
| Venom: Let There Be Carnage        | Eddie Brock                            | Tom Hardy             |                    | [ 181 ] |
| West Side Story                    | Bernardo                               | David Alvarez         |                    | [ 182 ] |
| Zack Snyder’s Justice League       | Victor Stone / Cyborg                  | Ray Fisher            |                    | [ 183 ] |

### Andere
- Suwabe Junichi no Tobedase! Nomi Nakama Vol. 1 (2015) – erreichte Platz 41 auf Oricon's Liste für Animations-DVDs.[184]
- Suwabe Junichi no Tobidase! Nomi Nakama Vol. 2 (2015) – erreichte Platz 71 auf Oricon's Liste für Animations-DVDs.[185]